# Gaston Dufresne
Pour les articles homonymes, voir Dufresne.
Gaston Dufresne, né Gaston Louis Albert Dufresne le 9 septembre 1898 à Lille et mort le 8 décembre 1998 à Sarasota aux États-Unis, est un musicien, professeur de solfège et contrebassiste français.
En 1927, il se rend une première fois en Amérique et il est engagé par l'orchestre symphonique de Boston comme contrebassiste. Il travaillera pour cet orchestre jusqu'en 1957 avec quelques interruptions, notamment pour jouer dans d'autres orchestres (Colonne Orchestra, Concerts Koussevitzky, Chicago Symphony de 1951 à 1952).
De retour en France, il se marie à Paris, le 26 juin 1928, avec Louise Emma Marguerite Blondeau.
En septembre 1929, il s'embarque à Cherbourg pour un voyage transatlantique vers Boston à bord du navire Republic.
Gaston Dufresne donne des cours de solfège, notamment au jeune trompettiste Roger Voisin dont le père, René Voisin, est lui-même musicien dans l'orchestre symphonique de Boston ainsi qu'au futur compositeur Leroy Anderson. Il travaille en collaboration avec le deuxième trompette Marcel Lafosse et le premier trompette Georges Mager.
Gaston Dufresne rédigea un manuel de lecture progressive pour une utilisation pour tout instrument de musique composant un orchestre philharmonique.
Gaston Dufresne est mort le 8 décembre 1998 à l'âge de cent ans et trois mois.